# Nogai Khan
Nogai Khan, al tempo noto come Kara Nogai, Nogai il Nero (1246 circa – 1299), è stato un condottiero mongolo dell'Orda d'Oro e de facto a più riprese ne fu il comandante supremo. Era pronipote di Gengis Khan e figlio di Teval Khan, settimo figlio di Djuci; Nogai comandò le forze occidentali, l'Orda Blu, fino alla morte.

## Ascesa
Al tempo della scorreria sull'Europa, Batu Khan lasciò Nogai con 10 000 guerrieri (nella loro numerazione era detto un tumen di guerrieri) presso l'attuale Moldavia come guardia di frontiera. Quando tornò il suo potere era accresciuto e di fatto pur servendo come gran generale sotto i Khan Berke, Mengu Temur, Tuda Mengu, Tala Buga e Tokta spesso esercitava il comando sopra di loro e di fatto controllava le forze occidentali, l'Orda Blu. L'unica cosa che lo trattenne dal divenire Gran Khan dell'Orda d'Oro furono le continue battaglie ed incursioni che dovette sostenere per tutta la vita sul fronte Europeo tra la Tracia, Bulgaria, Transilvania, Valacchia e sul fronte slavo fino alla Russia. Ottenne con la forza di stipulare ambiguamente trattati coi Bizantini e fu alleato del Sultanato d'Egitto; nei suoi progetti di espansione c'erano sicuramente zone più occidentali come pure la penisola italica. Abbracciò l'islam e prese in moglie una principessa reale bizantina cristiana ortodossa, Eufrosina Paleologa; contravvenendo alle regole religiose musulmane la sposò nonostante lei non si fosse mai convertita.

## Caduta
Come aveva fatto coi precedenti Khan, Nogai aiutò Tokta a salire al potere, pensando di avere tra le mani l'ennesimo sovrano fantoccio. Tokta però, un giovane molto caparbio, una volta elevato alla massima carica entrò in conflitto con Nogai. In una prima fase Nogai sembrò avere la meglio ma dovette desistere in quanto scoppiò un'aspra battaglia coi Genovesi in Crimea per via del pagamento di un tributo durante la quale gli venne ucciso il nipote Aqtaji; mentre si dirigeva verso i porti Genovesi truppe sciolte di Mongoli ebbero la meglio su di lui nel 1299 a Kagamlik, vicino allo Dniepr; la sua testa fu portata dai soldati come trofeo a Tokta il quale salì su tutte le furie venendo a sapere che un Khan di alto lignaggio, seppur suo antagonista, era stato ucciso da semplici soldati: i militi, per lavare l'onta, furono messi tutti a morte. In seguito tutti i seguaci islamici dell'Orda comandata da Nogai stanziati in Bulgaria vennero venduti come schiavi in Egitto. La sua posizione dominante in Bulgaria venne presa dal figlio Djaka.
A lui fu intitolata in seguito l'Orda Nogai che avrebbe agito nella zona orientale degli Urali.

## Genealogia

### Ascendenza
Figlio di Teval Khan suo nonno era Bora Khan, settimo figlio di Djuci e perciò diretto discendente di Gengis Khan.

### Discendenza
Ebbe 3 mogli:
- Chubai
- Yatlaq
- Eufrosina Paleologa, figlia illegittima dell'imperatore bizantino Michele VIII

con la prima moglie ebbe 2 figli:
- Čaka Khan, poi divenuto Tsar dei Bulgari
- Tuga Khan, padre di Aqtaji

con la seconda moglie ebbe:
- Buri Khan, ucciso da un fratello nel 1299
- Qiyan, poi moglie di Yaylak, figlio di Saldjudai Guragan e sua moglie Kalmish Aqa
- Togulta, poi moglie di Taz, figlio di Mundjak